# Che diavolo di pasticceria!
Che diavolo di pasticceria! è un programma televisivo italiano trasmesso da Real Time a partire dal 2015. Protagonista è il pasticciere Ernst Knam, che cerca di salvare dal fallimento pasticcerie situate in Italia.

## Format
Il giorno dell'arrivo Knam conosce il proprietario e lo staff, ispeziona a fondo l'area vendita, assaggia i dolci che producono nel locale per darne una valutazione e poi ispeziona il laboratorio. Il secondo giorno fa notare le mancanze e i problemi più gravi della pasticceria e cerca di trovare soluzione e di spronare lo staff a cambiare rotta. Il terzo giorno vengono operati i cambiamenti più drastici, come arredamento del locale e via i dolci che non sono buoni. Nei giorni seguenti il locale viene riaperto con un'inaugurazione in grande stile.

## Episodi
| Edizione         | Episodi | Trasmissione   | Trasmissione |
| Edizione         | Episodi | Prima TV       |              |
| ---------------- | ------- | -------------- | ------------ |
| Prima edizione   | 6       | 25 aprile 2015 |              |
| Seconda edizione | 4       | 15 aprile 2016 |              |

### Prima Edizione
| n° | Pasticceria   | Località       | Prima TV         |
| -- | ------------- | -------------- | ---------------- |
| 1  | Prealpi       | Milano         | 25 aprile 2015 1 |
| 2  | Dolce Voglia  | Pioltello (MI) | 1 maggio 2015    |
| 3  | Barona        | Milano         | 8 maggio 2015    |
| 4  | Marilena      | Misinto (MB)   | 15 maggio 2015   |
| 5  | La Dolce Vita | Arluno (MI)    | 22 maggio 2015   |
| 6  | Dolce & Caffè | Pero (MI)      | 29 maggio 2015   |

### Seconda Edizione
| n° | Pasticceria              | Località                   | Prima TV       |
| -- | ------------------------ | -------------------------- | -------------- |
| 1  | I Sapori di Napoli       | Milano                     | 15 aprile 2016 |
| 2  | Pasticceria dei Carruggi | Genova                     | 22 aprile 2016 |
| 3  | La Bottega dei Golosi    | Lissone (MB)               | 29 aprile 2016 |
| 4  | Pasticceria del Centro   | Cernusco sul Naviglio (MI) | 6 maggio 2016  |